# Cantonul Lillers
Cantonul Lillers este un canton din arondismentul Béthune, departamentul Pas-de-Calais, regiunea Nord-Pas-de-Calais, Franța.

## Comune
| Comune             | Populație (1999) | Cod poștal | Cod INSEE |
| ------------------ | ---------------- | ---------- | --------- |
| Busnes             | 1.294            | 62350      | 62190     |
| Calonne-sur-la-Lys | 1.508            | 62350      | 62195     |
| Gonnehem           | 2.139            | 62920      | 62376     |
| Guarbecque         | 1.268            | 62330      | 62391     |
| Lillers            | 9.775            | 62190      | 62516     |
| Mont-Bernanchon    | 1.170            | 62350      | 62584     |
| Robecq             | 1.062            | 62350      | 62713     |
| Saint-Floris       | 413              | 62350      | 62747     |
| Saint-Venant       | 3.206            | 62350      | 62770     |